# 南オーストラリア州の地理
南オーストラリア州の地理（みなみオーストラリアしゅうのちり）では、南オーストラリア州の地理についての概略を記す。南オーストラリア州はオーストラリアの6つの週の1つで、オーストラリア大陸の中央南部が含まれている。南オーストラリア州は、西側で西オーストラリア州、北側でノーザンテリトリー、北東側でクイーンズランド州、東側でニューサウスウェールズ州とビクトリア州と接している。州の南岸はインド洋のグレートオーストラリア湾に面している。地元の人々はグレートオーストラリア湾を南極海であると説明する。

## 概略
北部と西部は非常に乾燥していて、大陸中部の湖の多くは乾燥した塩湖で、主な湖はエア湖とトレンズ湖である。この乾燥した地域は人口がまばらで、多くの大型牛舎があり、重要な地域は国立公園として、アボリジニ居住地域として保護されている。これらの地域を通る重要な道路はポートオーガスタとダーウィンを結ぶスチュアート・ハイウェイ、西オーストラリア州までナラボー平原を横切るエア・ハイウェイ、そしてニューサウスウェールズ州のブロークンヒルへのバリア・ハイウェイである。
これらの道路には対応する鉄道がある。それぞれ西と東を結ぶオーストラリア横断鉄道と、北へ結ぶアデレード - ダーウィン鉄道である。
海岸線には、エアー半島の西側を含むグレートオーストラリア湾に面する崖がある。海岸にはスペンサー湾とセントビンセント湾(二つはヨーク半島で隔てられている）、フルリオ半島、エンカウンター湾そしてクーロン国立公園がある。

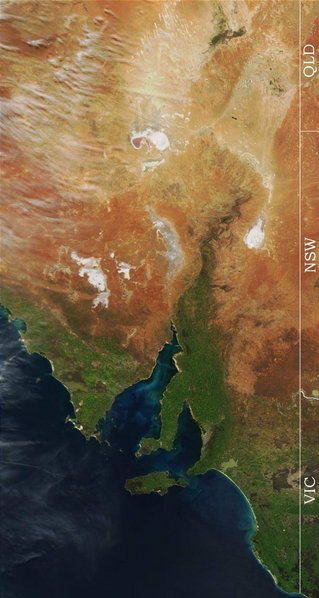
南オーストラリア州東部の衛星写真。北側には乾燥した塩湖（白い斑点のように見える）がある。

州内で標高が最も高い地点は、州の北西端にあるマスグレーヴ山脈のウッドロフ山（英語: Mount Woodroffe）で1435メートル（4708フィート）である。主な山脈は、マウント・ロフティ山脈（英語: Mount Lofty Ranges）とフリンダース山脈（英語: Flinders Ranges）で、フルリオ半島からそれぞれセントビンセント湾とスペンサー湾の東側に沿って約800キロメートル（497マイル）延びている。州の約半分は海抜150メートル未満である。乾燥した北部に引かれ、1860年代に最初に調査されたゴイダーズ・ライン（英語: Goyder's Line）は、持続的な農業を行うことができる北側の正確な境界線である。南オーストラリア州の州境にはグレートビクトリア砂漠、ストジェレッキ砂漠（英語: Strzelecki Desert）スタートストーニー砂漠の3つの砂漠がある。
マウント・ロフティ山脈の東にあるマレー川は、ニューサウスウェールズ州とビクトリア州から西に流れ、山脈沿いを南に流れている。マレー川は、州内唯一の大きく、流れ続ける川である。

## 気候

南オーストラリア州のケッペンの気候

州の平均気温は、1月は29℃、7月は15℃である。1月や2月の日々の最高気温は、48℃に達することがある。記録上最も高い気温は、1960年1月2日にオウッドナダッタ（英語: Oodnadatta）で記録された50.7℃（123.3℉）である。それは、オーストラリアで記録された最も高い気温でもある。南オーストラリア州で記録された最も低い気温は、1976年7月20日にヨンガラ（英語: Yongala）で記録された-8.2℃（17.2℉）である。